# فرقة بانزر 116
فرقة بانزر 116، والمعروفة أيضًا باسم "Windhund (Greyhound) Division"، كانت تشكيلًا مدرعًا ألمانيًا شهد القتال خلال الحرب العالمية الثانية.

## التاريخ

### تشكيل - تكوين
تشكلت الفرقة 116 في منطقتي راينلاند ووستفاليا في غرب ألمانيا في مارس 1944 من بقايا شعبة بانزرجرنادير السادسة عشر، وقسم الاحتياطيات في بانز 179. عانت من خسائر فادحة في القتال على الجبهة الشرقية بالقرب من ستالينغراد.

### الجبهة الغربية
في عام 1944، شاركت في مقاومة إنزال النورماندي وعملية أوفرلورد، وحوصرت في وقت لاحق في جيب فاليز في أعقاب عملية كوبرا.

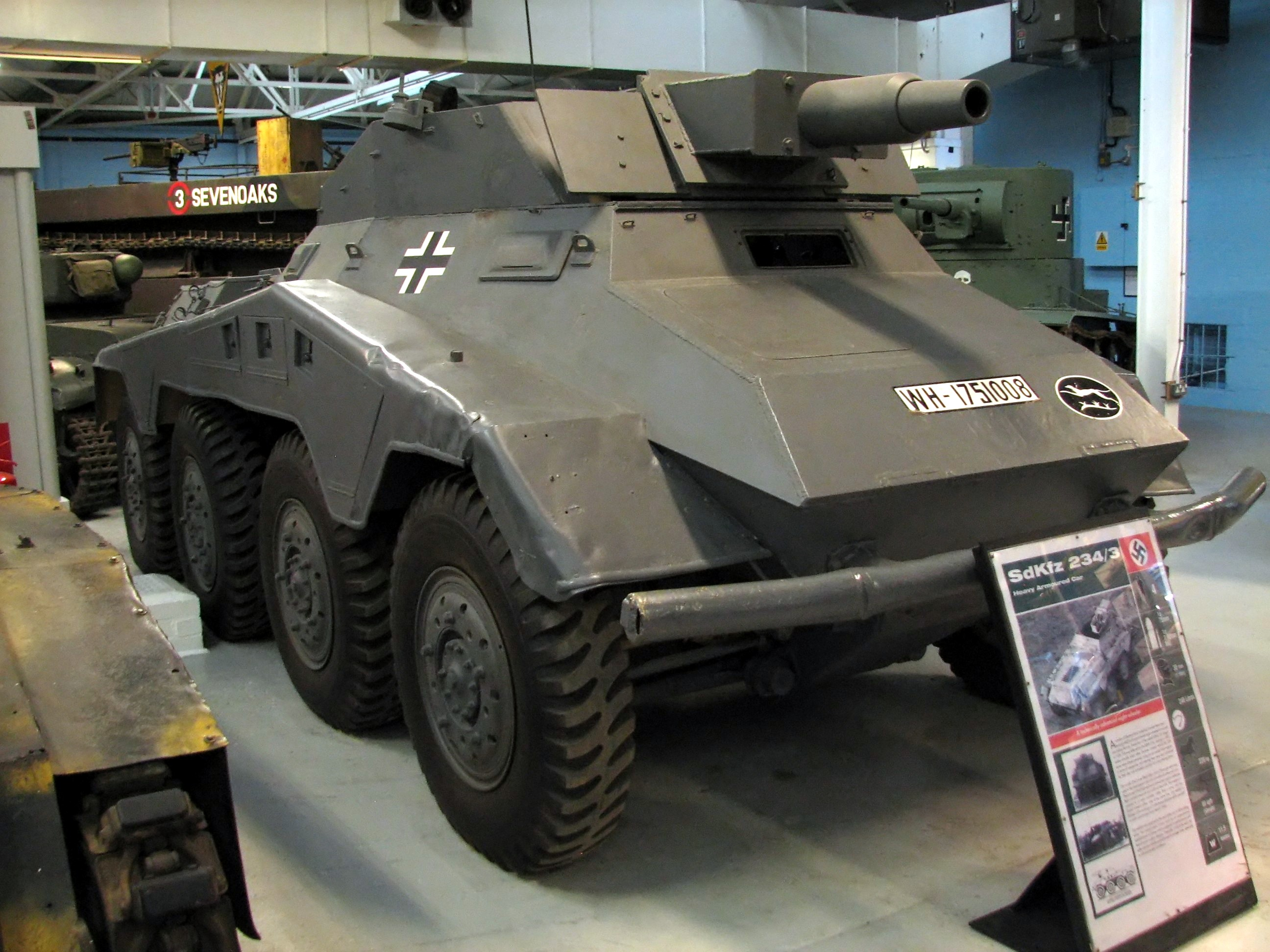
الألمانية Sd.Kfz. سيارة مدرعة 234/3 في متحف الدبابات، بوفينجتون. تحمل هذه شارة بانزر 116.

جنبا إلى جنب مع فرقة بانزر إس إس الثانية داس رايخ، كانت مسؤولة عن فتح الجيب للسماح للقوات الألمانية بالهروب. تمكنت من الهرب، على الرغم من وجود 600 مشاة فقط و12 دبابة سليمة.  في أكتوبر، قاتلت القوات الأمريكية في معركة آخن، حيث سقطت المدينة أمام الأميركيين في 21 أكتوبر.  تم نقلها إلى دوسلدورف لتجديدها. في 8 نوفمبر، صدت الفرقة هجومًا من فرقة المشاة الأمريكية الثامنة والعشرين في غابة هورتغن أثناء معركة غابة هورتغن الكبرى، واستعادت السيطرة على مدينة شميت.  .

## القادة
- أوبرست غونتر فون مانفوفيل، الخلق - 30 أبريل 1944
- جنرال دير بانزتروب جيرهارد فون شفيرين، 1 مايو 1944 - 7 أغسطس 1944 و24 أغسطس 1944 - 14 سبتمبر 1944
- جنرال مايجور هاينريش فويغتسبيرغر - 15 سبتمبر 1944 - 19 سبتمبر 1944
- اللواء سيغفريد فون والدنبرغ، 19 سبتمبر 1944 - استسلام ألماني

## اقتباسات هذا الموضوع عن جبهة العتاد العسكري الرسمي لهذه الحرب العالمية الثانية
1. ↑  Blumenson 1961.
2. 1 2  MacDonald 1963.